# 独立広場 (タシュケント)
独立広場（どくりつひろば、ウズベク語: Mustaqillik Maydoni、ロシア語: Площадь Независимости）は、ウズベキスタンの首都タシュケントにある広場である。

## 概要
1865年にロシア帝国がタシュケントを占領しこの地にトルキスタン総督府が置かれると、軍政機関である総督府と隣接する形で大聖堂が建設され、その前の広場は「大聖堂広場」と呼ばれるようになった。
しかし、ロシア革命後ウズベク・ソビエト社会主義共和国が成立すると、これらの建物は破壊され、以降、この広場は「赤の広場」と呼ばれるようになった。
1936年には広場にモスクワ出身の彫刻家ボリス・コロリョフの作によるウラジーミル・レーニンの銅像が建設された。
1952年から1954年にかけて広場の改修が行われ、広場の前にあったウズベク・ソビエト社会主義共和国の官邸が国家の1級建築物に指定されるとともに、それまで広場にあったレーニンの彫像はウルゲンチに移管され、新たに彫刻家マトヴェイ・マニゼルによるレーニンの大理石の彫像が建設され、「レーニン広場」という名称に変更された。
1966年に起きたタシュケント地震では広場も大きな被害を受け、再び改修工事が行われることとなった。ウズベク・ソビエト社会主義共和国建国50周年にあたる1974年に広場の改修が完了、広場は以前の3.5倍の大きさにまで拡張された。また、レーニンの彫像も広場の改修に合わせ一新されることとなり、以前の彫像はサマルカンドへと移管、新しい彫像が制作された。また、この改修以降毎年5月1日には軍事パレードが開催されるようになり、「式典広場」とも呼ばれるようになった。
1991年9月、ウズベキスタンがソビエト連邦から独立を果たすと、1992年に広場は再び「独立広場」と改名された。レーニンの彫像は撤去され、代わりに地球儀を模したモニュメントとその下に母子の像が配置された。その後2006年にも改修工事が行われて現在に到る。
現在はタシュケントの中心広場として機能しており、祝日や特別行事などの際には独立広場で式典もしくは軍事パレードが開催されている。また、独立広場内にはウズベキスタンの公共教育省と文化スポーツ省の建物がある。

## 交通アクセス
ウズベキスタンの国立競技場パフタコール・マルカジイ・スタジアムの裏側に位置する。ウズベキスタン鉄道のタシュケント駅からはタクシーで約10分。

## ギャラリー

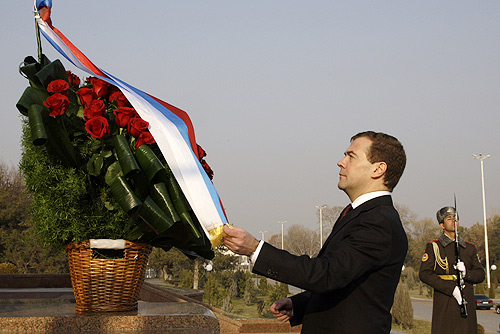
2009年に独立広場を訪れたロシアのドミートリー・メドヴェージェフ大統領
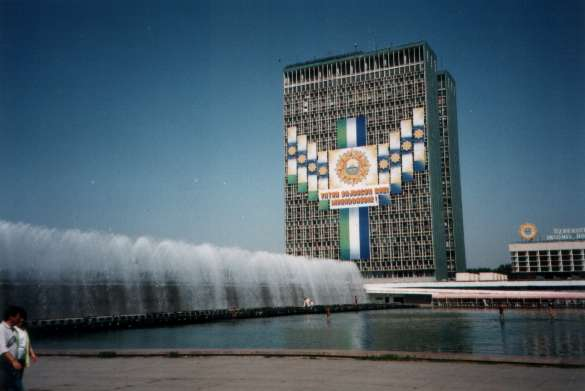
独立広場内にある噴水
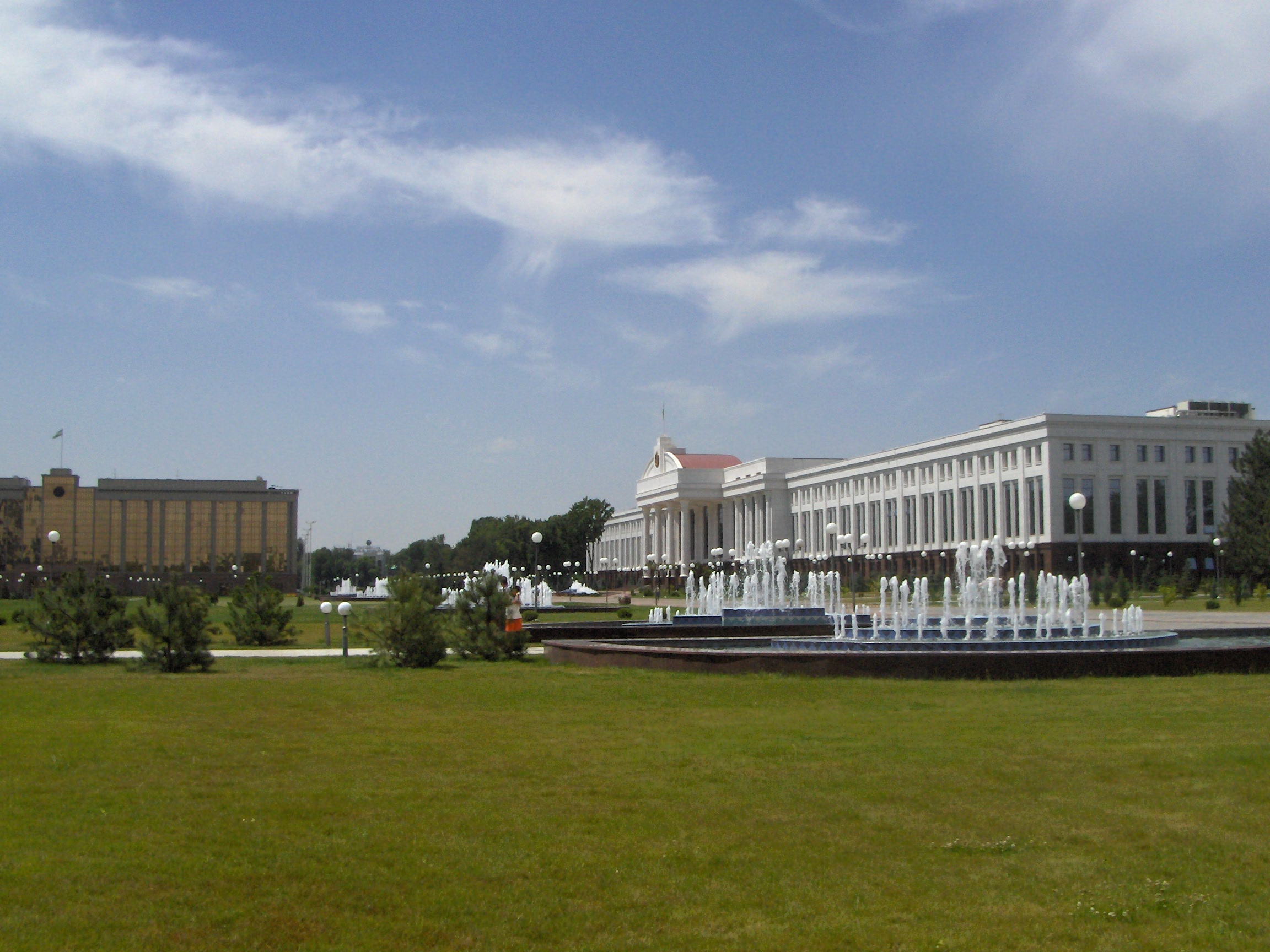
広場内にあるウズベキスタンの各省庁の建物